# Alejandro de Feras
Alejandro de Feras fue tirano de la ciudad de Feras en Tesalia en el período 371 a. C.-357 a. C. Diodoro Sículo dice que usurpó el poder después del asesinato de Jasón de Feras en el 370 a. C., cuando ascendió al poder, Polidoro, hermano de este último, al que envenenó Alejandro al cabo de un año. Según Jenofonte, Polidoro fue asesinado por su hermano Polifrón, que a su vez fue asesinado por Alejandro, hermano o nieto suyo, en 369 a. C. 
Las ciudades de Tesalia que habían reconocido como tagos (rey) a Jasón, no querían hacer lo mismo con Alejandro, especialmente los Aleuadas de Larisa, que pidieron ayuda a Amintas III de Macedonia. Los macedonios avanzaron rápido hacia Larisa y pudieron entrar en la ciudad antes de que Alejandro pudiera llegar. Alejandro volvió a Feras y una guarnición macedonia permaneció en Larisa y en Cranón, que también se había aliado a los macedonios. Amintas se retiró y le sucedió su hijo Alejandro I de Macedonia y los tesalios opuestos al tirano, pero por miedo a la venganza de este, pidieron ayuda a Tebas y en 369 a. C., el tebano Pelópidas invadió Tesalia y ocupó Larisa y otras ciudades (con el visto bueno de Alejandro de Macedonia), pero al año siguiente (368 a. C.), Pelópidas fue atacado en Larisa por Alejandro de Feras, que había pedido ayuda a Atenas, hasta que se estableció una tregua.
Pelópidas fue entonces a Macedonia (367 a. C.) donde el joven rey Alejandro había sido asesinado por su regente Ptolomeo de Aloros y sustituido por su hermano Pérdicas III, bajo la regencia del asesino. Pérdicas y su hermano pequeño Filipo fueron confiados respectivamente a la custodia del ateniense Ifícrates y del tebano Pelópidas. Así este último y el regente Ptolomeo se hicieron aliados y la influencia de Tebas se extendió a Tesalia. En el 366 a. C., los tebanos obtuvieron de Persia el reconocimiento de su hegemonía en Grecia y el mismo año, Pelópidas y su lugarteniente Ismenio, fueron, con muy pocos soldados, a Tesalia para obligar a Alejandro de Feras y a las ciudades que le eran fieles a reconocer esta hegemonía. Alejandro de Feras les atacó cerca de Farsalia y los hizo prisioneros, siendo conducidos a Feras. Los tebanos no los pudieron rescatar de momento, ya que un ejército enviado a Tesalia sólo se salvó de la derrota por el genio de Epaminondas, que asumió el mando a petición de los soldados. Después de eso todas las ciudades tesalias se sometieron a Alejandro de Feras y la influencia tebana desapareció.
Una segunda expedición dirigida por Epaminondas en el 365 a. C. consiguió la victoria y obtuvo la libertad de los prisioneros, si bien no pudo restaurar la hegemonía tebana sobre Tesalia. Alejandro atacó a los territorios de Magnesia y Ftiótide y algunas ciudades pidieron a Tebas que interviniera; en 364 a. C., Pelópidas fue enviado de nuevo al país con un ejército tebano. Pelópidas murió en combate en Cinoscéfalas. Los tebanos enviaron un ejército más poderoso dirigido por Malcites y Diogitón que derrotó a Alejandro que hubo de reconocer la hegemonía tebana sobre Tesalia, dejando sólo a Alejandro el dominio de Feras, bajo influencia de Tebas.
A la muerte de Epaminondas en Mantinea (362 a. C.) la hegemonía de Tebas se hundió y Alejandro recuperó gran parte de su antiguo poder sobre Tesalia. Alejandro hizo una incursión sobre las islas de Tinos y otras de las Cícladas, saqueándolas y haciendo esclavos a sus habitantes; asedió Peparetos y ocupó el puerto de Panormos. Leóstenes, el almirante ateniense, le derrotó y recuperó Peparetos, pero Alejandro se libró del asedio en Panormos, apresó algunas trirremes atenienses y saqueó el Pireo.
La habitación de Alejandro era inaccesible, con guardianes y un feroz perro en la puerta. Alejandro estaba casado con su prima Thebe, hija de Jasón, por la que fue asesinado hacia el 359 a. C., con la complicidad de sus hermanos, uno de los cuales, Tisifón, le sucedió, pero con Thebe ejerciendo el poder en la sombra.